# 渡邉斗翔
渡邉 斗翔（わたなべ とわ、2012年12月11日 - ）は日本の子役。クラージュキッズ所属。

## 出演

### ドラマ
- OTHELLO（2022年、ABCテレビ）
- 初恋の悪魔（2022年、日本テレビ） - 第5話 生徒役
- 新・信長公記〜クラスメイトは戦国武将〜（2022年、日本テレビ） - 織田信長（永瀬廉）の幼少期役
- 刑事7人 Season8（2022年、テレビ朝日） - 第7話 西野晃（柾木玲弥）の幼少期役
- チェイサーゲーム（2022年、テレビ東京） - 第1話 新堂龍也（渡邊圭祐）の幼少期役
- 自由な女神 -バックステージ・イン・ニューヨーク（2023年、東海テレビ） - 第2話 安藤歩（上村海成）の幼少期役
- 王様に捧ぐ薬指（2023年、TBS）- 第1話 男子役
- クールドジ男子（2023年、テレビ東京）- 五十嵐元晴（瀬戸利樹）の幼少期役
- 王様戦隊キングオージャー（2023年 - 2024年、テレビ朝日） - 第13話、43話 ヤンマ（渡辺碧斗）の幼少期役
- ウソ婚（2023年、フジテレビ） - 吉田健斗（黒羽麻璃央）の幼少期役
- ギフテッド（2023年、東海テレビ・WOWOW） - 第1話 稲垣修二（菅生新樹）の幼少期役
- ポケットに冒険をつめこんで（2023年、テレビ東京） - 唐沢空役
- セレブ男子は手に負えません（2024年、ABCテレビ） - シオン（鈴木康介）の幼少期役
- マルス-ゼロの革命-（2024年、テレビ朝日） - 第4話 新條役
- 厨房のありす（2024年、日本テレビ） - 第8話 酒江倖生（永瀬廉）の幼少期役[2]
- 大河ドラマ (NHK)
  - 光る君へ（2024年） - 巌君役[3]
  - べらぼう〜蔦重栄華乃夢噺〜（2025年） - 唐丸役（喜多川歌麿〈演：染谷将太〉の幼少期）[3][4]
- Solliev0（2024年、テレビ神奈川） - 天月冬真（和田琢磨）の幼少期役
- 降り積もれ孤独な死よ（2024年、読売テレビ） - 冴木仁（成田凌）の幼少期役
- ABUアジア子どもドラマシリーズ「プップルール」（2024年、Eテレ） - 雪宮颯人役
- 放課後カルテ（2024年、読売テレビ） - 第7話・最終話 園川聡役
- Dr.アシュラ（2025年、フジテレビ） - 第2話 大黒翔太役
- 天久鷹央の推理カルテ（2025年、テレビ朝日） - 第5話 作田雄一役
- レプリカ 元妻の復讐 第5話（2025年8月4日、テレビ東京） - 桐谷ミライ（千賀健永の幼少期） 役[5]

### 映画
- 法廷遊戯（2023年） - 久我清義（永瀬廉）の幼少期役
- 山田くんとLv999の恋をする（2025年） - 山田秋斗（作間龍斗）の幼少期役

### CM
- パズドラ「昭和の父ちゃん 父ちゃんを見ろ/パズドラの最中」篇
- かつや「全部カツ丼の日」篇
- ニューバランス スチールモデル
- セガトイズ「光るぜっ！ポケモンタイピングパソコン」
- 小田急電鉄「HAKONATURE」
- 日産自動車 セレナ
- TOKAIガス「もうみんな始めてる」篇
- はま寿司

### バラエティ
- 逃走中（フジテレビ、2025年5月4日[6]）
- ぐるぐるナインティナイン（日本テレビ） - 再現VTR 本人幼少期役
- THE突破ファイル（日本テレビ） - 再現VTR 本人幼少期役
- 全力!脱力タイムズ（フジテレビ） - VTR

### MV
- M!LK「エビバディグッジョブ!」
- SKY-HI「Happy Boss Day」